# Heterophleps pallescens
Heterophleps pallescens är en fjärilsart som beskrevs av W. Warren 1896. Heterophleps pallescens ingår i släktet Heterophleps och familjen mätare. Inga underarter finns listade i Catalogue of Life.